# 애덤 윌크
애덤 로버트 윌크(Adam Robert Wilk, 1987년 12월 9일 ~ )는 미국의 야구 선수이자, 메이저 리그 전 미네소타 트윈스의 투수이다.

## 미국 프로야구시절
2009년 드래프트 11라운드(전체 330순위)로 디트로이트 타이거스에 지명되었다. 디트로이트 타이거스 산하 마이너 리그 팀에서 주로 등판했다. 디트로이트 타이거즈 유망주 랭킹 10위에 올랐지만, 2012년 시즌 이후 메이저 리그 40인 로스터에 남아 있다가 얼마 지나지 않아 제외되면서 한국행을 결심했다.

## 한국 프로야구시절

### NC 다이노스시절
2012년 12월 20일 NC 다이노스의 창단 1호 용병이자 첫번째 투수 용병으로 영입됐다. 함께 영입된 투수 찰리, 에릭와 함께 ACE 트리오로 불렸다. 2013년 4월 2일 롯데와의 1군 개막 경기에서 선발로 등판하여 팀의 사상 첫 번째 선발 투수가 되었고, 전준우로부터 첫 번째 아웃 카운트를 잡았다. 이 경기에서 6이닝 무실점으로 호투하였으나, 타선의 지원을 받지 못하여 승패를 기록하지는 못하였다. 하지만 어깨 부상으로 한 차례 2군에 갔다 왔고, 이후 선수단 내에서 사이가 좋지 않아 시즌 중 트레이드설에 휘말렸으며, 기대에 미치지 못하는 성적을 보였다. 2013년 8월 17일 롯데전에 선발 등판했으나 패전하고 다음 날 다시 2군행을 통보받자, 트위터에 불만을 표시해 크게 논란이 되었다. 김경문 감독이 선발진 육성을 위해 노성호와 이성민을 선발진에 합류시켰고, 이 과정에서 그는 다시 1군에서 말소되었다. 1군 17경기 4승 8패, 4점대 평균자책점이라는 성적을 남기고 김경문 감독이 그의 시즌 아웃을 선언하며 2013년 8월 27일 미국으로 돌아갔다. 웨이버 공시 기간이 지난 이후에 돌려 보냈기 때문에 방출은 아니었고, 임의탈퇴도 아니었으며 시즌 후 보류선수 명단에도 있었지만, NC 다이노스에서 새롭게 테드 웨버를 영입하면서 NC 다이노스를 완전히 떠나게 됐다. 이로써 ACE 트리오가 해체되었다.

## 미국 프로야구복귀
2013년 12월 19일 메이저 리그 피츠버그 파이리츠와 마이너리그 계약을 체결했다.

## 논란
2013년 3월 1일 미국 언론을 통해 6개월 간의 한국 프로야구 생활이 끔찍했다는 말과 더불어 "나이가 많으면 나이가 적은선수에게 명령을 내리거나 폭행을 할 수 있다", "구단이 역세권 거주 지역을 제공해주기로 했는데 알고보니 구단이 돈 절약상 공원도 상점가도 안 보이는 거주지를 주었다" 심지어 "북한과 근접해서 언제든지 일본으로 피난 갈 수 있도록 배를 알아봐야 했다"라는 무리수(북한과 창원시는 644KM차이)급인 전쟁 이야기까지 들먹이며 "환경이 이런데 자신은 이러한 환경에 어찌어찌 적응하는 것밖에 없었다" 라고 하면서 자신의 저조한 성적을 합리화시키려는 의도가 있었고 한국 생활을 비하했다. 이에 라이언 사도스키는 이에 반박하여 그의 트위터에 "나는 부산, 창원에 3년간 살면서 그런 불편함과 전쟁 위협은 느껴보지못했다"라고 글을 올렸고
한 NC 다이노스 팬은 "갈거면 조용히 가지 너 창원에 다시 오면 죽여버린다"라고 되받아쳤다. 이에 NC 다이노스 측은 이러한 비하 발언에 대해서 "이미 팀을 떠난 선수에 황당한 사실을 말하니 상대할 가치도 없다"고 했으며 그의 거주지에 대해서는 "막 완공된 아파트에 방 3개, 욕실 2개를 혼자 썼고 바로 아래층에 그의 가족까지 초대해서 집을 제공해줬다"고 덧붙였다. 그리고 그는 팀 훈련에서는 "메이저 리그에서는 이런게 없다"라고 하면서 거부하자 어느 한 투수가 자기 휴대폰에 있는 클레이튼 커쇼의 팀 훈련 영상을 보여주며 그를 나무라자 어쩔수 없이 팀 훈련을 받았다고 증언했다.
라이언 사도스키 외에도 헨리 소사도 그의 이러한 행동에 대해 “그가 왜 그런 인터뷰를 했는지 도통 이해가 가지 않는다. 나는 그의 얘기에 절대 동의하지 않는다. 먼저 한국과 ‘위험’이라는 단어와는 전혀 어울리지 않는다. 오히려 미국은 총기사고도 증가하고 있고 테러도 심심찮게 발생하지 않나? 그에 비해 한국은 치안이나 신변의 안전은 세계 어느 나라와 비교해도 뒤지지 않는다고 생각한다. 낮이건 밤이건 어디든 자유롭게 다닐 수 있을 정도로 안전하고, 술 먹고 큰 소리를 치거나 싸우는 경우도 자주 보지 못했다. 내가 느낀 한국은 안전했고 사람들은 친절했다.”라고 이야기 하였다. 이만수는 자신의 경험담을 들어 미국이 한국보다 더 위험하다고 말하였다.

## 출신 학교
- 사이프리스고등학교
- 롱비치주립대학교

## 통산 기록

### 메이저 리그 기록
| 년도 | 소속팀 | 평균자책점 | 경기수 | 완투 | 완봉 | 승 | 패 | 세 | 홀 | 승률  | 이닝   | 피안타 | 피홈런 | 4사구 | 탈삼진 | 실점 | 자책 | 비고 |
| ---- | ------ | ---------- | ------ | ---- | ---- | -- | -- | -- | -- | ----- | ------ | ------ | ------ | ----- | ------ | ---- | ---- | ---- |
| 2011 | DET    | 5.40       | 5      | 0    | 0    | 0  | 0  | 0  | 0  | 0.000 | 13 1/3 | 14     | 3      | 3     | 10     | 10   | 8    |      |
| 2012 | DET    | 8.18       | 3      | 0    | 0    | 0  | 3  | 0  | 0  | 0.000 | 11     | 21     | 4      | 3     | 7      | 11   | 10   |      |
| 통산 | 2시즌  | 6.66       | 8      | 0    | 0    | 0  | 3  | 0  | 0  | 0.000 | 24 1/3 | 35     | 7      | 6     | 17     | 21   | 18   |      |

### 한국 프로야구 기록
| 년도 | 소속팀 | 평균자책점 | 경기수 | 완투 | 완봉 | 승 | 패 | 세 | 홀 | 승률  | 이닝   | 피안타 | 피홈런 | 4사구 | 탈삼진 | 실점 | 자책 | 비고 |
| ---- | ------ | ---------- | ------ | ---- | ---- | -- | -- | -- | -- | ----- | ------ | ------ | ------ | ----- | ------ | ---- | ---- | ---- |
| 2013 | NC     | 4.12       | 17     | 0    | 0    | 4  | 8  | 0  | 0  | 0.333 | 91 2/3 | 93     | 12     | 28    | 70     | 48   | 42   |      |
| 통산 | 1시즌  | 4.12       | 17     | 0    | 0    | 4  | 8  | 0  | 0  | 0.333 | 91 2/3 | 93     | 12     | 28    | 70     | 48   | 42   |      |